# Beaufort, Savoie
Beaufort-sur-Doron este o comună în departamentul Savoie din sud-estul Franței. În 2009 avea o populație de 2.206 de locuitori.

## Evoluția populației
| An        | 1975  | 1982  | 1990  | 1999  | 2006  | 2009  |
| --------- | ----- | ----- | ----- | ----- | ----- | ----- |
| Populație | 1.913 | 1.966 | 1.996 | 1.985 | 2.196 | 2.206 |